# XII secolo a.C.
Il XII secolo a.C. (dodicesimo secolo avanti Cristo) è il secolo che inizia nell'anno 1200 a.C. e termina nell'anno 1101 a.C. incluso.

## Avvenimenti
- Sviluppo della colonizzazione fenicia.
- 1200 a.C. ca. - Sviluppo della civilizzazione dei pueblo in Nord America.
- 1200 a.C. ca. - I Popoli del Mare pongono fine all'Impero Ittita e razziano la costa siro-palestinese.
- 1197 a.C. - Inizio del primo periodo (finirà nel 982 a.C.) della storia della Cina secondo il I Ching di Sau Yung.
- 1186 a.C. - Fine della diciannovesima dinastia in Egitto, inizio della ventesima dinastia. Diventa re Ramses III.
- 1184 a.C. ca. - I Popoli del Mare vengono respinti da Ramses III.
- 1165 a.C. - Muore Wu Ding, re della dinastia Shang in Cina.
- 1150 a.C. ca. - Sviluppo della civilizzazione Olmeca in America centrale.
- 1115 a.C. - In Cina Cheng Zhou diventa re della Dinastia Zhou.
- 1115 a.C. - Tiglat-Pileser I diventa re dell'Assiria.
- 1104 a.C. - Datazione tradizionale dell'invasione dorica.

## Personaggi
- Amenmesse, quinto Faraone della XIX dinastia egizia (...–1199 a.C. circa)

## Letteratura
- Storia dei due fratelli, dal papiro D'Orbiney egizio, scritto dallo scriba Inena e posseduto dal faraone Seti II.